# Fenin
Fenin (toponimo francese) è una frazione del comune svizzero di Val-de-Ruz (Canton Neuchâtel).

## Geografia fisica
Fenin si trova nella valle Val-de-Ruz formata dal fiume Le Seyon, a nord del lago di Neuchâtel.

## Storia

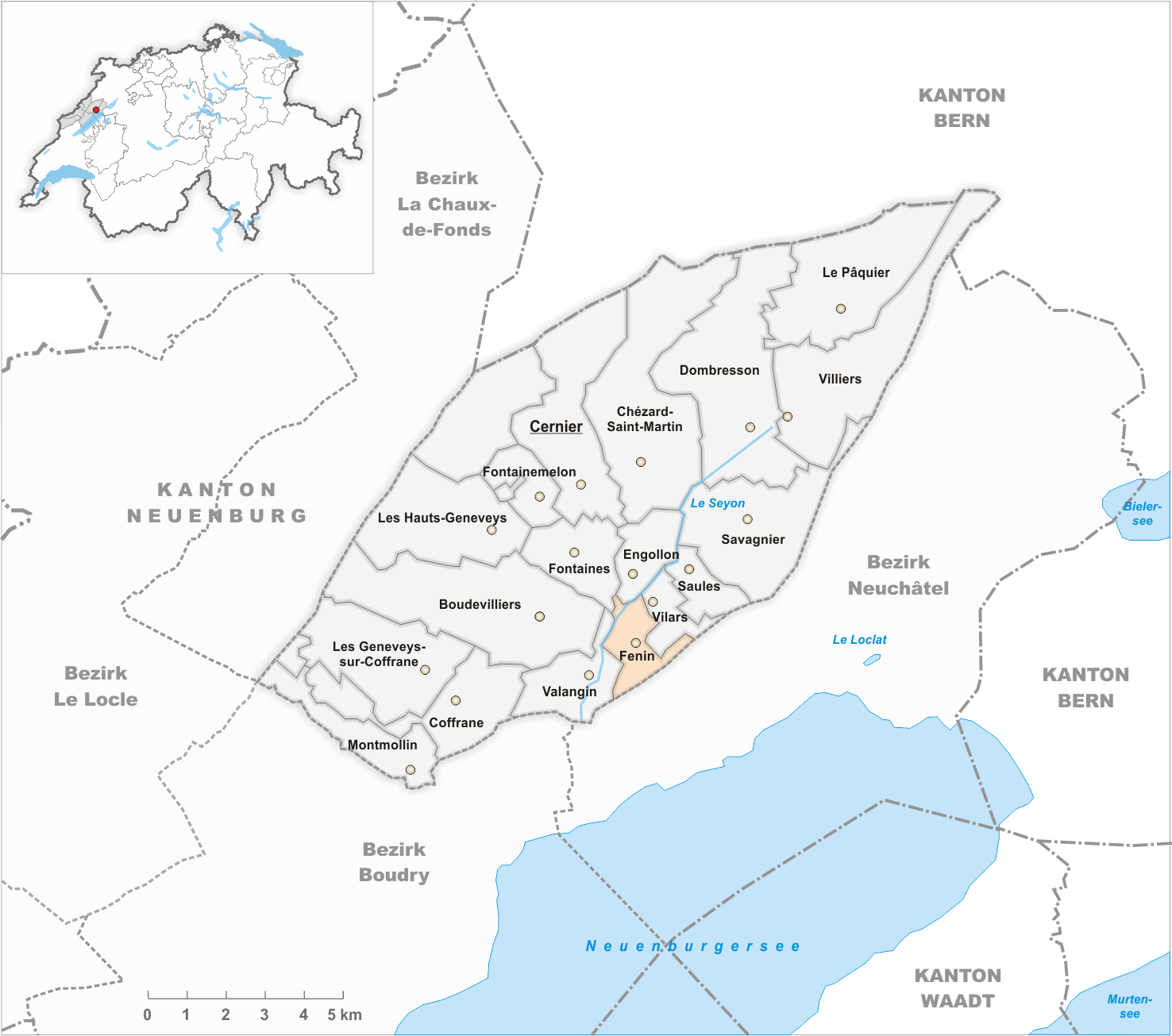
Il territorio del comune di Fenin prima degli accorpamenti comunali del 1888

Già comune autonomo che si estendeva per 2,50 km², nel 1875 è stato accorpato agli altri comuni soppressi di Saules e Vilars per formare il nuovo comune di Fenin-Vilars-Saules, il quale a sua volta in seguito all'esito favorevole del referendum del 27 novembre 2011 il 1º gennaio 2013 è stato aggregato agli altri comuni soppressi di Boudevilliers, Cernier, Chézard-Saint-Martin, Coffrane, Dombresson, Engollon, Fontainemelon, Fontaines, Le Pâquier, Les Geneveys-sur-Coffrane, Les Hauts-Geneveys, Montmollin, Savagnier e Villiers per formare il nuovo comune di Val-de-Ruz.

## Monumenti e luoghi d'interesse
- Chiesa parrocchiale riformata di San Lorenzo, attestata dal 1191 e ricostruita nel XVIII secolo[2].

## Economia
L'economia locale si basa prevalentemente sul settore primario.